# Батрахотоксин
Ба̀трахотокси́н (от др.-греч. βάτραχος — «лягушка» и τοξίνη — «яд») — органическое вещество, нейротоксин и сильнейший яд небелковой природы из группы стероидных алкалоидов. Содержится в кожных железах некоторых видов лягушек-древолазов из рода листолазов (Phyllobates); сравнительно недавно вещества из группы батрахотоксинов были обнаружены у птиц Новой Гвинеи: чёрно-оранжевой питоху из рода дроздовых мухоловок (Pitohui) и у синеголовой ифриты (Ifrita kowaldi), которые получают этот яд при поедании жуков Choresine pulchra; у самих птиц к этому яду выработался иммунитет.

## Физико-химические свойства
Химическая формула — C31H42N2O6. Яд имеет стероидную структуру с несколькими заместителями и представляет собой эфир батрахотоксина А с 2,4-диметилпиррол-З-карбоновой кислотой; батрахотоксин является дериватом стероида прегнина.
Кристаллическое вещество, растворимое в полярных органических растворителях, нерастворимое в воде. Разлагается в сильнощелочных средах.

## Происхождение яда

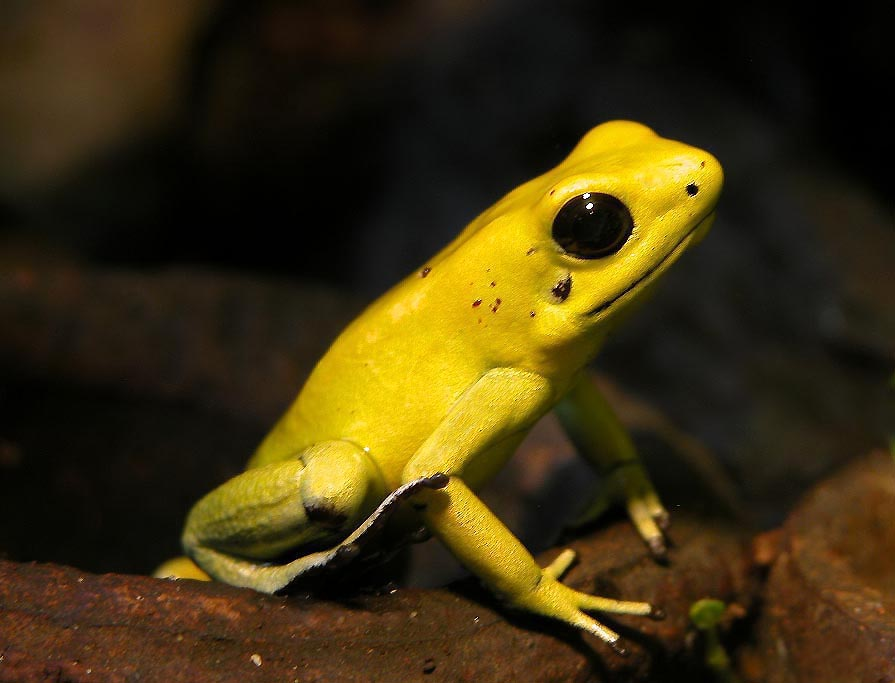
В одной особи Ужасный листолаз|листолаза ужасного (Phyllobates terribilis) может содержаться до 500 мкг батрахотоксина.

Из всех древолазов батрахотоксины были найдены лишь у пяти видов рода листолазов (Phyllobates), три из которых обитают в Колумбии. Наибольшее содержание яда зафиксировано у листолаза ужасного (Phyllobates terribilis), в одной особи может содержаться до 500 мкг батрахотоксина, 300 мкг гомобатрахотоксина и 200 мкг батрахотоксина А.
До настоящего времени точно не установлено, каким именно способом накапливается яд в организмах древолазов. По одной из версий, он может содержаться в некоторых специфических продуктах, поглощаемых древолазами в природной среде обитания. В лабораторных условиях древолазы могут потерять ядовитые свойства. В 2004 году в Новой Гвинее был обнаружен вид жуков, которые содержат довольно много батрахотоксинов. По предположению учёных, древолазы вполне могут питаться встречающимися в Колумбии близкими родственниками этих жуков, таким образом накапливая яд в своём организме. По другим версиям, яд может синтезироваться самими древолазами или бактериями-симбионтами.

## Механизм действия
ЛД50 — 0,002 мг/кг (мыши, подкожно), летальный исход через 8 минут. Смертельная доза для человека составляет всего 2 мкг.
Токсин полностью устраняет инактивацию потенциалзависимого натриевого канала, так что он остается открытым сколько угодно долго. Кроме того, токсин смещает потенциалзависимость активации канала таким образом, что он открывается при потенциале покоя.
Обладает сильным кардиотоксическим действием, вызывая экстрасистолию и фибрилляцию желудочков сердца; свойственно также паралитическое действие на дыхательную мускулатуру, сердечную мышцу и мышцы конечностей. Стойко и необратимо повышает проницаемость покоящейся мембраны нервных и мышечных клеток для ионов Na+, вызывая падение электрического потенциала клетки. При этом клетка больше не может передавать нервные импульсы.
Попадая в кровь через слизистую оболочку, рану или трещину в коже, яд вызывает аритмию (экстрасистолию), ведущую к остановке сердца, в результате которой наступает летальный исход. Яд настолько силён, что достаточно просто прикоснуться к коже лягушки листолаза, чтобы вызвать смертельное отравление.
Эффективного противоядия не найдено. Сильный антагонист — тетродотоксин (примерно в 10 раз уступает батрахотоксину по ядовитости, хотя столь же смертелен).
При комбинации с ядом скорпиона токсичность яда повышается в 12 раз.

## История
В 1960-х годах учёный Джон Дейли (англ. John Daly) и Б. Уиткоп (Bernhard Witkop) получили несколько экземпляров древолазов, присланных из Южной Америки. Чистый батрахотоксин был выделен коллективом американских учёных во главе с биохимиком Б. Уиткопом в 1962 году, для чего экспедицией в Колумбию было собрано около тысячи особей древолазов вида кокой (Phyllobates latinasus). Поскольку при транспортировке яд погибших животных разрушался, участницей экспедиции Мартой Лэтам был разработан метод экстракции яда в полевых условиях. Исследования позволили выделить 4 основных компонента яда (батрахотоксин, гомобатрахотоксин, псевдобатрахотоксин и батрахотоксин А), а затем была изучена структура и свойства этих веществ.

## Химический синтез
В 1998 году учёные из Гарвардского университета разработали схему частичного синтеза батрахотоксина, включавшую в себя более 40 стадий. Синтез позволял получить непосредственный предшественник батрахотоксина (т. н. батрахотоксин А) в виде рацемата.
В 2016 году химики из Стэнфордского университета выполнили полный синтез батрахотоксина. Разработанная ими схема полного синтеза более совершенна (состоит из 25 стадий) и, кроме того, является стереонаправленной (позволяет получать в отдельности оба зеркальных изомера).

## Применение
Индейцы Южной Америки смазывали ядом стрелы для духовых трубок перед охотой, проводя наконечником по спинам древолазов. Смерть жертвы наступала через 4—8 минут после попадания одной стрелы.